# 山親爺 (菓子)
山親爺（やまおやじ）は、北海道の製菓業者である函館市の千秋庵総本家、札幌市の千秋庵製菓（札幌千秋庵）で製造・販売されている菓子。バターや牛乳などを材料に用いた洋風の煎餅。1930年（昭和5年）に発売されて以来、令和期まで地元の北海道で愛されているロングセラー商品である。

## 開発の経緯
発案者は、函館の千秋庵総本家4代目店主である松田咲太郎である。松田は3代目からの招請を受けて、東京から来た人物であり、数々の銘菓を考案して、千秋庵の発展の基礎を築いた人物である。山親爺は、その松田の菓子職人としての誇りと威信をかけた製品であった。松田は大正時代の自著『和洋菓子製法講習録』に製法を書き、製品化に至った。
牛乳や鶏卵やバターを材料に用いた菓子は、当時としては斬新であった。しかし販売開始当時の消費者は、バターと聞くと嫌がったことから、なるべくバターのことは黙っていたという。千秋庵は一時は経営が傾いたが、この山親爺により盛り返しに成功した。
昭和期に千秋庵が北海道内各地に暖簾分けされた後、道内各地の千秋庵に製法が伝えられた。これに伴い札幌の千秋庵製菓でも1930年（昭和5年）に山親爺の販売を開始している。他ののれん分けされた千秋庵でも販売されていたが、令和期においては千秋庵総本家が「元祖山親爺」を、千秋庵製菓が「山親爺」を製造、販売しているのみである。元は帯広千秋庵であった六花亭は千秋庵の名前を返上する際に販売を取りやめている。松田の開発した当時に比べると山親爺の味にも改良が加えられているが、千秋庵総本家社長の松田俊司によれば、「製法は今も変わらない」と言う。

## 特徴
名称の「山親爺」とは北海道におけるヒグマの俗称であり、菓子の表面には、ヒグマがスキーを履き、サケを背負っている絵柄が浮き出ている。これは、「ヒグマが川でサケを捕り、ササの枝に通して持ち運ぶが、先端を結ぶ知恵が無いので、歩いている内にサケを落としてしまう」というアイヌの民話に由来している。煎餅の大きさは直径約10センチメートル、形は雪駄、または雪の結晶を象っている。
原材料には新鮮な北海道産バター、牛乳、鶏卵が豊富に用いられており、水は加えられていない。バターと牛乳の風味、甘美な味、軽い歯ざわりが特徴である。材料としてはクッキーに近いが、札幌千秋庵の社長の庭山修子は、「発売当時はバターやミルクを使ったクッキー菓子などの洋菓子が普及し始めた頃で、形状がまるで煎餅に見えたことから、創業者の思いつきで和洋折衷を狙って『洋風煎餅』としたと思われる」と語っている。
千秋庵製菓の山親爺は、容器の丸缶に同梱されている、船山馨や堀口大學らの詩文入りの栞や、クマのマスコット人形も特徴であった。2023年（令和5年）時点でこのマスコットの同梱は終了していたが、2024年（令和6年）のCM復活（後述）に合わせて缶パッケージ限定でマスコットを復活させる予定がある。
2024年3月、CMの映像をモチーフとした新パッケージにリニューアルした。CMに合わせ、青空を背景として、クマがササの葉とサケを背負い、スキーで雪山を滑降するデザインとなった。新パッケージは3月18日より、千秋庵製菓直営店と公式オンラインショップから順次切り替えが行われている。

## 反響
戦前には主力製品ではなかったようで、一例として1937年（昭和12年）の『札幌商工人名録』の広告には千秋庵の6種の商品が掲載されているが、山親爺の名はない。これは、当時はまだ和菓子の多かった時代であること、原材料のバターや牛乳などが高価だったこと、北海道外の東京から来た旅行客などを対象とした贅沢な高級品の扱いで、大量生産に至らなかったためと考察されている。
戦後に鉄道交通が整備され、昭和30年代以降に北海道観光が盛んになると、札幌観光協会の製作による修学旅行の案内書『美しい札幌』に札幌銘菓として山親爺が紹介されるなど、山親爺は北海道銘菓、郷土土産として定着した。戦後は日本人の食生活の欧米化に伴って菓子の需要も伸びたこと、国民体育大会や世界スピードスケート選手権大会の開催、さらに高度成長期で北海道観光客の増加により千秋庵の来客も急増したことも、山親爺の売上の増加の追い風となった。
1961年（昭和36年）には全国菓子大博覧会で、札幌千秋庵の山親爺が、最高位である名誉総裁賞を受賞した。東京以北初の受賞であった。この受賞は工場見学の急増、報道関係者や就職希望者の見学の急増、千秋庵の年間売上の増加、社員数の増加のきっかけともなった。
1962年（昭和37年）には札幌千秋庵が、山親爺を含む5種の製品を、観光客を喜ばせるための北海道の味覚として「北海道観光銘菓」と命名した。山親爺については「鹿児島からわざわざ指名でご用命いただくほど代表的な山親爺」と説明している。
東京を中心とした本州からの旅行客、特に作家や画家など文化人や大学教授に愛好者が多い。北海道から北海道外へ仕事で訪問する者に対して、「土産は山親爺」と注文をつけることが多い、との話も伝わっている。2017年（平成29年）に開催された全国菓子大博覧会では、千秋庵製菓の山親爺が、外務大臣賞を受賞した。

## コマーシャル
1960年（昭和35年）には、テレビコマーシャルの放映が開始され、1998年（平成10年）頃まで放映されていた。札幌千秋庵会長の岡部卓司（故人）によれば、「戦後は歌を作ることが流行していたため、電通に依頼し、1960年に歌が完成した」という。
サケを背負ったヒグマがとウサギのアニメーション、特徴的なCMソングで、山親爺の知名度は日本全国的に向上した。「北海道ではもっとも馴染まれてきたCMソングの一つ」との声もある。北海道出身の元プロボクサーである内藤大助も「道産子は皆、そのCMソングを歌える」と語っている。
1998年（平成10年）頃の放送中断までは、『どさんこワイド』（札幌テレビ放送）、『テレポート6』（北海道放送）、『スーパータイムHOKKAIDO』（北海道文化放送）、『myステーション』（北海道テレビ放送）といった、在札民放各局の平日18時台のローカルニュースのスポンサーの1社として名を連ねていた。

### 復活
2024年（令和6年）3月18日に26年ぶりに復活。函館出身で元JUDY AND MARYのボーカルYUKIが歌唱し、編曲は札幌出身の蔦谷好位置が担当する。山親爺は年配のファンが多いことから、CMを懐かしむ中高年の客層に加え、若い世代にも商品をアピールすることを目的としている。
YUKIがコンサートのMCでこのCMソングを歌っており、ファンがアンコールを促すときにもこれを歌っていたこと、YUKIが北海道出身であること、山親爺の売り込みの対象となる年齢層がYUKIの歌を青春時代に聴いて育った世代であること、YUKIの歌声がオリジナルのCMソングの雰囲気にも合っていることなどが、指名の理由となった。YUKIもまた「この曲を心から理解できるのは彼しかいない」と、自ら蔦谷にメールを送り、YUKIと蔦谷の組合せが実現に至った。楽曲はYUKIの歌声と共に、現代風にアレンジされている。
新CMのアニメーションは、過去の映像やキャラクターを活かして再編集したものが用いられている。2024年3月18日より札幌テレビ放送で放映が開始され、札幌千秋庵のYouTube公式チャンネルでもCMの動画が公開された。